# Газиместан
Газиместан је меморијални комплекс подигнут у знак сећања на Косовску битку (1389), који се налази око 6—7 километара југоисточно од стварног ратишта познатог као Косово поље. Газиместан је доступан са ауто-пута Приштина—Косовска Митровица, на 5  северозападно од Приштине. Сваке године на Видовдан, односно 28. јуна, одржава се помен код споменика, који је прекривен ликом кнеза Лазара, који је предводио српску војску у Косовском боју.
Као историјски простор односно централно место судара српске и турске војске, представља јединствену целину у којој се налазе: споменик косовским јунацима, у облику средњовековне куле, подигнут 1953. године по пројекту Александра Дерока, Муратово турбе и Газиместан турбе (Барјактарево турбе). На узвисини је Споменик косовским јунацима, док је километар према селу Лазареву Муратово турбе, а на југу, на 500 , Барјактарево турбе.

## Назив
Газиместан потиче од арапске речи „гази” која означава хероја, односно светог ратника, и српске речи „место”.

## Простор комплекса Газиместан
Подручје споменичког комплекса Газиместана, Пландишта, Трешевине и Лазарева, граничи се на северној страни са простором Бакшија; на североисточној страни са Брњичком реком; на источној страни границу чине насеље Доња Брњица и простор Равниште; на јужној страни је простор и насеље Орловић; на западној страни су простори Широко поље и Мазгит са насељем Горњи Мазгит. Пут за Приштину на западној страни делимично граничи, а делимично пролази кроз ову целину. Централно место чини кула висине 25 m, у чијој су унутрашњости исписани стихови епских песама косовског циклуса. На врху куле је платформа са које се сагледава простор Косовске битке.

## Прослава 600. годишњице битке
Поводом обележавања шест векова од Косовске битке, на Видовдан 1989. године у непосредном простору око Куле урађене су ликовне апликације у ливеној бронзи, које симболишу године јубилеја. У непосредној близини споменика постављен је бели монолитни стуб од мермера са текстом деспота Стефана Лазаревића. Године 1999, по уласку НАТО трупа и успостављању власти УНМИК-a, простор је девастиран, а у меморијалној кули начињена су оштећења на информативним апликацијама.
На прослави, по проценама, се скупило око милион људи. Појединци историчари и бивши југословенски политичари сматрају да је тада Слободан Милошевић у свом говору најавио распад СФР Југославије.

## Разарање 1999. године
Спомен-обележје је оскрнављено и оштећено минирањем у присуству британских снага КФОР-а августа 1999. године.

## Комплекс данас
Комплекс Газиместана са споменицима и божурима је био под заштитом државе до 1999. године. Иако га од тада чувају међународне снаге, неки Албанци на њему подижу грађевинске објекте. У близини споменика је приватна ергела коња и коњички клуб који терене Газиместана користи као хиподром.
Срби се сваке године о Видовдану окупљају код Споменика косовским јунацима на Газиместану, а Српска православна црква одржи помен.
На Видовдан 28. јуна 2012. код споменика се окупило 10.000 Срба а беседу је држао Патријарх српски Иринеј. На свечаности 2012. десио се инцидент када је Косовска полиција наредила посетиоцима да скину мајице исписане ћирилицом или било чим што подсећа на Србију.